# 10月4日
10月4日（じゅうがつよっか）は、グレゴリオ暦で年始から277日目（閏年では278日目）にあたり、年末まであと88日ある。

## できごと

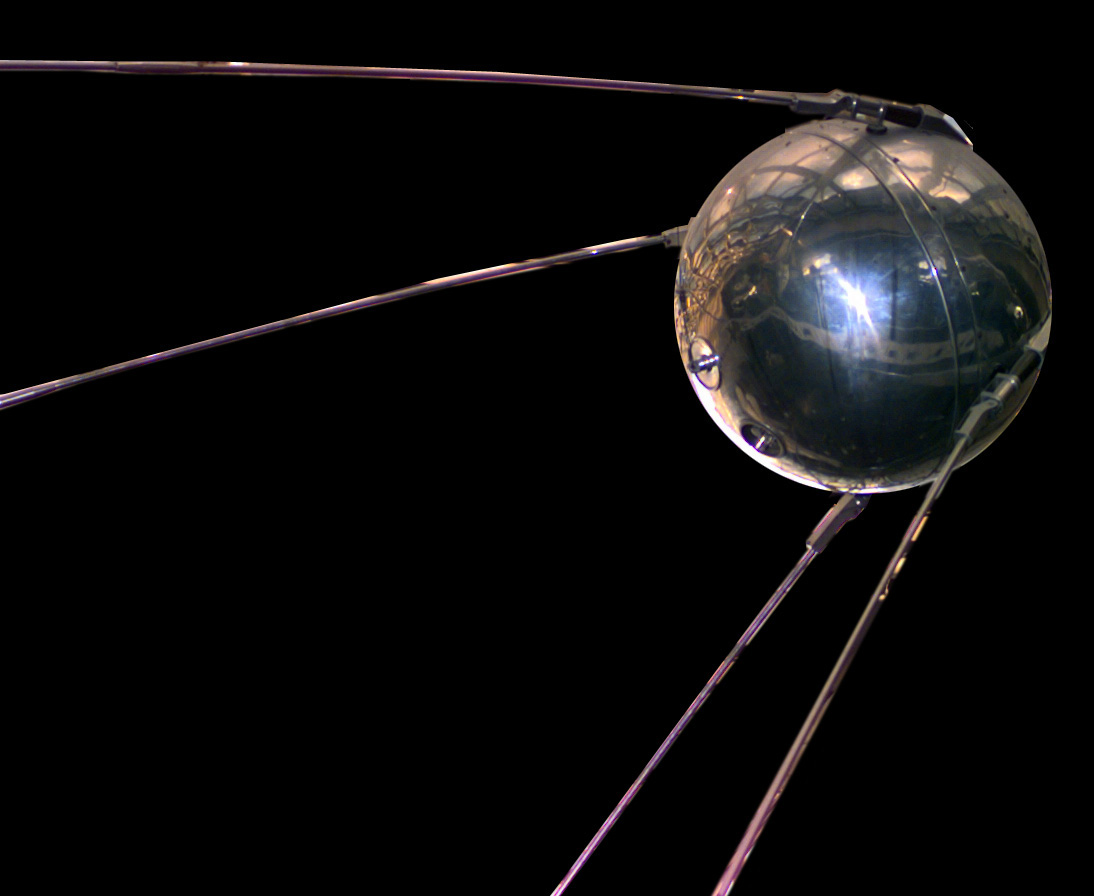
スプートニク1号打ち上げ(1957)

- 663年（天智天皇2年8月27日） - 白村江の戦いが始まる。
- 1363年（至正23年/大定3年8月26日） - 鄱陽湖の戦いが終結。朱元璋が陳友諒を破る。
- 1582年 - イタリア・ポーランド・ポルトガル・スペインでグレゴリオ暦の適用により、10月4日の翌日が10月15日になる。
- 1636年 - 三十年戦争・フランス・スウェーデン戦争: ヴィットストックの戦い。
- 1745年 - フランツ1世が神聖ローマ帝国皇帝に即位。
- 1777年 - アメリカ独立戦争: ジャーマンタウンの戦い
- 1808年（文化5年8月15日） - イギリス軍艦が長崎港に侵入、オランダ商館員を人質に食料などを要求。（フェートン号事件）
- 1809年 - イギリスでスペンサー・パーシヴァル内閣が成立。（ - 1812年）
- 1824年 - メキシコが新憲法（1824年メキシコ憲法）を制定し共和制に移行。
- 1830年 - ベルギーがオランダからの独立を宣言。
- 1853年 - クリミア戦争: オスマン帝国がロシアに宣戦布告。
- 1868年（明治元年8月19日） - 榎本武揚率いる旧江戸幕府艦隊が江戸を脱出する。
- 1883年 - オリエント急行が運行開始。
- 1889年 - 山田顕義、宮﨑道三郎、金子堅太郎らにより、日本大学の前身である日本法律学校が創立。
- 1895年 - 第1回全米オープンゴルフ開催。競技期間は1日で、英国人のホレス・ローリンズ（英語版）が優勝[1]。
- 1910年 - ポルトガルの革命で王族がイギリスへ亡命。
- 1913年 - 新潟県五泉市で大火、約1600戸が焼失[2]。
- 1915年 - 戦艦壹岐が標的艦として撃沈処分。
- 1927年 - ガットスン・ボーグラムがラシュモア山の大統領像の彫刻を開始。
- 1945年 - GHQが「民権自由に関する指令（政治的、公民的及び宗教的自由に対する制限の除去の覚書）」を発令し、人権の確立・治安維持法の撤廃・政治犯の釈放を指示。
- 1945年 - 特別高等警察廃止。
- 1951年 - 出入国管理令（現在の出入国管理及び難民認定法）公布。
- 1954年 - 日本テレビ系ニュース番組『NNNきょうの出来事』(当初は東芝提供今日の出来事)が放送開始（ - 2006年9月29日終了）。
- 1957年 - ソビエト連邦が世界初の人工衛星であるスプートニク1号を打ち上げ。
- 1958年 - フランスで新憲法が発効し、フランス第五共和政が開始。
- 1965年 - ローマ教皇パウロ6世が、歴代教皇では史上初めてアメリカ合衆国を訪問。
- 1966年 - レソトがイギリスから独立。
- 1967年 - ハサナル・ボルキアがブルネイ国王に即位。
- 1969年 - TBS系バラエティ番組『8時だョ!全員集合』が放送開始（ - 1985年9月）。
- 1970年 - 日本テレビ系旅番組『遠くへ行きたい』（読売テレビ制作）が放送開始。
- 1978年 - 内閣府に原子力安全委員会設置。
- 1978年 - エルサルバドルで誘拐されていた合弁企業インシンカ社（INSINCA）社長・松本不二雄が死体で発見される。
- 1982年 - フジテレビ系生放送バラエティ番組『森田一義アワー 笑っていいとも!』が放送開始（〜2014年3月31日終了）。
- 1985年 - リチャード・ストールマンがフリーソフトウェア財団を設立。
- 1988年 - ベトナム・ホーチミン市で二重体児・ベトちゃん・ドクちゃんの分離手術。
- 1991年 - 第11回南極条約特別協議国会議で環境保護に関する南極条約議定書（英語版）が採択される。
- 1992年 - エル・アル航空1862便墜落事故。
- 1993年 - 10月政変: 反エリツィン派が立てこもるモスクワのロシア最高会議ビルを戦車で砲撃、議会側は降伏する。
- 1994年 - 北海道東方沖地震。
- 2001年 - シベリア航空機撃墜事件。シベリア航空機がウクライナ防空軍のミサイルの誤射により墜落。78人全員死亡。
- 2003年 - イスラエル・ハイファのレストランで自爆テロ、21人が死亡。(en:Maxim restaurant suicide bombing)
- 2004年 - 有人宇宙船スペースシップワンが宇宙船開発賞金Ansari X Prizeの基準を達成。
- 2005年 - ハリケーン・スタンがメキシコ南部ベラクルス州に上陸。グアテマラを中心に死者千人以上。
- 2017年 - 2013年7月、日本放送協会（NHK）の記者だった女性が心不全で死亡したのは、過重労働が原因だったとして、2014年5月に渋谷労働基準監督署が労災認定していたことをNHKが公表。女性記者の死亡直前の時間外労働は月200時間を超えていた[3]。
- 2018年 - 米司法省が、反ドーピング機関にサイバー攻撃を行ったとして、ロシア情報機関の7人を起訴した[4]。
- 2019年 - 香港政府の林鄭月娥行政長官が、1967年以来約50年ぶりに「緊急状況規則条例」を発動し、政府への抗議デモで参加者がマスクなどで顔を覆う行為を禁じる「覆面禁止法」を制定。同法は、5日午前0時に発効した[5]。
- 2021年 - 菅義偉内閣総辞職、第27代自由民主党総裁の岸田文雄が第100代内閣総理大臣に就任。第1次岸田内閣が発足。
- 2022年 - 北朝鮮が東方向に弾道ミサイルを発射。高度1000km、距離4600km飛行。北朝鮮の中距離弾道ミサイル発射距離としては最長。

## 誕生日
- 1289年 - ルイ10世、フランス王（+ 1316年）
- 1472年 - ルーカス・クラナッハ、画家（+ 1553年）
- 1515年 - ルーカス・クラナッハ（子）、画家（+ 1586年）
- 1615年 - フィリップ・ヴィルヘルム、プファルツ＝ノイブルク公（+ 1690年）
- 1626年 - リチャード・クロムウェル、イギリスの第2代護国卿（+ 1712年）
- 1665年（寛文5年8月26日） - 徳川綱教、第3代和歌山藩主、徳川吉宗の兄（+ 1705年）
- 1720年 - ジョヴァンニ・バッティスタ・ピラネージ、画家、建築家（+ 1778年）
- 1787年 - フランソワ・ピエール・ギヨーム・ギゾー、政治家（+ 1874年）
- 1791年 - レオポルト・フォン・ヘニング、哲学者（+ 1866年）
- 1814年 - ジャン＝フランソワ・ミレー、画家（+ 1875年）
- 1822年 - ラザフォード・ヘイズ、第19代アメリカ合衆国大統領（+ 1893年）
- 1867年（慶応3年9月7日） - 田島錦治、経済学者（+ 1934年）
- 1870年（明治3年9月10日） - 木村栄、天文学者（+ 1943年）
- 1876年 - 新村出、言語学者（+ 1967年）
- 1877年 - 伊良子清白、詩人（+ 1946年）
- 1878年 - アーサー・ホプキンス、劇作家、脚本家、映像監督、プロデューサー（+ 1950年）
- 1881年 - ヴァルター・フォン・ブラウヒッチュ、ドイツの陸軍軍人、ドイツ陸軍総司令官、戦争犯罪人（+ 1948年）
- 1884年 - 辻潤、翻訳家、思想家（+ 1944年）
- 1886年 - 中村武羅夫、編集者、小説家、評論家（+ 1949年）
- 1888年 - 中原悌二郎、彫刻家（+ 1921年）
- 1895年 - バスター・キートン、喜劇俳優（+ 1966年）
- 1895年 - リヒャルト・ゾルゲ、共産主義者（+ 1944年）
- 1898年 - 増田甲子七、政治家（+ 1985年）
- 1902年 - 河盛好蔵、フランス文学者、評論家（+ 2000年）
- 1908年 - 森喜作、農学者、実業家（+ 1977年）
- 1908年 - 栗谷川平五郎、クロスカントリースキー、ノルディック複合選手（+ 1993年）
- 1910年 - フランキー・クロセッティ、プロ野球選手（+ 2002年）
- 1911年 - 日野原重明、医師（+ 2017年）
- 1914年 - エディ・タウンゼント、ボクシングトレーナー（+ 1988年）
- 1914年 - 大津慶吾、実業家、元北海道放送会長（+ 1990年）
- 1918年 - 福井謙一、化学者（+ 1998年）
- 1920年 - 北村文男、将棋棋士、囲碁棋士（+ 1993年）
- 1920年 - 三枝佐枝子、編集者、評論家（+ 2023年）
- 1922年 - 武末悉昌、元プロ野球選手（+ 1998年）
- 1924年 - チャールトン・ヘストン、俳優（+ 2008年）
- 1925年 - 山口鶴男、政治家（+ 2015年）
- 1926年 - 西島和彦、物理学者（+ 2009年）
- 1927年 - エバ・パブリック、フィギュアスケート選手（+ 1983年）
- 1928年 - 三木申三、政治家（+ 2010年）
- 1928年 - アルビン・トフラー、評論家、作家、未来学者（+ 2016年）
- 1931年 - 神作光一、歌人、国文学者、元東洋大学学長、同大学名誉教授
- 1936年 - 北島三郎、演歌歌手
- 1941年 - アン・ライス、小説家（+ 2021年）
- 1943年 - 河野義博、元スピードスケート選手
- 1944年 - 黒田アキ、芸術家
- 1944年 - トニー・ラルーサ、元プロ野球選手、監督
- 1947年 - 高城修三、小説家
- 1947年 - 宮田修、アナウンサー、神職
- 1948年 - 北島マヤ、女優、声優
- 1948年 - 上杉純雄、みちのく銀行会長、ユーシーカード元社長（+ 2020年）
- 1948年 - リンダ・マクマホン、経営者、政治家
- 1949年 - 金田勝年、政治家
- 1949年 - 山本眞樹夫、商学者、会計学者、元小樽商科大学学長
- 1951年 - 井上圭一、元プロ野球選手
- 1951年 - 佐藤昭夫、元プロ野球選手
- 1956年 - クリストフ・ヴァルツ、俳優
- 1955年 - 久保酎吉、俳優
- 1958年 - 佐々木修一、政治家、北海道遠軽町長
- 1959年 - 辻仁成、小説家、ミュージシャン
- 1959年 - クリス・ロウ、ミュージシャン（ペット・ショップ・ボーイズ）
- 1959年 - 鵜飼菜穂子、競艇選手
- 1960年 - 土屋公平、ミュージシャン
- 1961年 - 浅野妙子、脚本家
- 1963年 - いしかわこうじ、絵本作家、イラストレーター
- 1963年 - 山中博一、元プロ野球選手
- 1963年 - 高橋和希、漫画家（+ 2022年）
- 1964年 - 柿崎澄子、女優
- 1964年 - 松山尚子、女優
- 1964年 - 折坂章子、気象予報士
- 1964年 - 南山吉弘、元アナウンサー
- 1964年 - マーク・マクレモア、元プロ野球選手
- 1965年 - 金谷ヒデユキ、ミュージシャン、声優、お笑い芸人
- 1965年 - 会田誠、現代美術家
- 1965年 - 根谷美智子、声優
- 1965年 - 湯崎英彦、政治家、広島県知事
- 1967年 - 小山剛志、俳優、声優
- 1967年 - イーキン・チェン、俳優、歌手
- 1967年 - 阿部恵、元アナウンサー
- 1967年 - 中井精也、鉄道写真家
- 1968年 - 野村誠、作曲家
- 1971年 - 千聖、ミュージシャン（PENICILLIN）
- 1971年 - 今石洋之、アニメーター、アニメーション監督
- 1971年 - 浮氣哲郎、元プロサッカー選手、指導者
- 1971年 - 藤田俊哉、元プロサッカー選手、指導者
- 1971年 - 仁志敏久、元プロ野球選手
- 1971年 - カレン・トン、歌手、女優
- 1971年 - BT、テクノミュージシャン
- 1971年 - 桶田敬太郎、お笑い芸人（元フォークダンスDE成子坂）（+ 2019年）
- 1972年 - アダム・リグス、元プロ野球選手
- 1972年 - 高橋英樹、元プロ野球選手
- 1973年 - 鈴木たろう、プロ雀士
- 1973年 - 吉原由香里、女流棋士
- 1973年 - 笹島かほる、声優、歌手、音楽家
- 1973年 - 鈴木敬之、元サッカー選手
- 1974年 - 笹島かほる、声優
- 1974年 - 高野直子、元アナウンサー
- 1974年 - 西堀亮、お笑い芸人（マシンガンズ）
- 1974年 - U.K.、ラジオDJ、タレント、MC、作家、新聞社編集長
- 1975年 - イーグル溝神、お笑い芸人（超新塾）
- 1976年 - 小川信行、俳優
- 1976年 - 小川友幸、オートバイトライアルライダー
- 1976年 - さくらえみ、プロレスラー
- 1976年 - 清水範久、元サッカー選手
- 1976年 - 森笠繁、元プロ野球選手
- 1976年 - アリシア・シルヴァーストーン、女優
- 1977年 - 藤本敦士、元プロ野球選手
- 1977年 - 前田忠節、元プロ野球選手
- 1977年 - ボビー・スケールズ、元プロ野球選手
- 1978年 - ペース・ウー、タレント
- 1978年 - 吉崎勝、元プロ野球選手
- 1978年 - 平井英一、元野球選手
- 1978年 - 堀江慶、映画監督、俳優
- 1979年 - 美土里りんご、歌手
- 1979年 - レイチェル・リー・クック、女優
- 1980年 - 原万紀子、タレント
- 1980年 - 彪芽立、俳優
- 1980年 - 高城元気、声優
- 1980年 - 津田琢磨、元サッカー選手、指導者
- 1980年 - トマーシュ・ロシツキー、元サッカー選手
- 1981年 - TOC、ラッパー、作詞家
- 1981年 - 平中克幸、レーシングドライバー
- 1982年 - mie、ファッションモデル
- 1982年 - 北野貴之、元サッカー選手
- 1982年 - 那須野巧、元プロ野球選手
- 1982年 - ジェレッド・ウィーバー、元プロ野球選手
- 1982年 - トニー・グウィン・ジュニア、元プロ野球選手
- 1982年 - カルロス・マーモル、元プロ野球選手
- 1983年 - 上田竜也、歌手、タレント（元KAT-TUN）
- 1983年 - 工藤里紗、グラビアアイドル
- 1983年 - 前田愛、女優
- 1983年 - セルゲイ・アントノフ、チェリスト
- 1983年 - カート・スズキ、元プロ野球選手
- 1984年 - 八田亜矢子、タレント
- 1984年 - 松原大典、声優
- 1984年 - 林マオ、アナウンサー
- 1984年 - リェーナ・カーチナ、歌手（T.A.T.u.）
- 1984年 - ドリュー・スタッブス、元プロ野球選手
- 1985年 - 大野勇樹、プロレスラー
- 1985年 - 張丹、フィギュアスケート選手
- 1986年 - 諸橋正美、元プロレスラー
- 1986年 - エリエル・サンチェス、野球選手
- 1986年 - フレディ・バイエスタス、プロ野球選手
- 1987年 - 佐々木喜英、俳優
- 1987年 - 村川絵梨、女優
- 1987年 - 榎園実穂、女優
- 1987年 - 田中亜土夢、サッカー選手
- 1988年 - ロニー・チゼンホール、プロ野球選手
- 1988年 - 森絵梨佳、モデル、グラビアアイドル
- 1988年 - デリック・ローズ、バスケットボール選手
- 1988年 - ユビン、歌手、作曲家、女優（元Wonder Girls）
- 1989年 - 古賀太一郎、バレーボール選手
- 1989年 - ダコタ・ジョンソン、女優、ファッションモデル
- 1989年 - キミー・マイズナー、フィギュアスケート選手
- 1989年 - ケイシー・ケリー、プロ野球選手
- 1989年 - Rihwa、シンガーソングライター
- 1990年 - 久保田優、キャスター、元タレント
- 1990年 - 内田悠一、俳優
- 1990年 - 小牧彩那、女優
- 1990年 - 八鍬里美、ファッションモデル
- 1990年 - 土屋健二、元プロ野球選手
- 1990年 - 梁海俊、サッカー選手
- 1990年 - キャメロン・ヒムズ、フィギュアスケート選手
- 1991年 - 篠原拓夢、声優
- 1991年 - 永塚拓馬、声優
- 1991年 - 渡部善斗、ノルディック複合選手
- 1992年 - 上村彩子、アナウンサー
- 1992年 - 熊林保奈美、モデル、レースクイーン
- 1992年 - 渡辺泰広、元サッカー選手
- 1993年 - 大松絵美、YouTuber、元お笑いタレント
- 1994年 - 土田真里恵、女優
- 1994年 - 岩立沙穂、アイドル（AKB48）
- 1994年 - チョン・イルフン、歌手、俳優、作曲家（元BTOB）
- 1995年 - 若月健矢、プロ野球選手
- 1995年 - ユン・ジョンハン、歌手（SEVENTEEN）
- 1996年 - ほのかりん、女優、ファッションモデル
- 1996年 - チョン・ジウ、歌手（KARD）
- 1997年 - 脇元華、プロゴルファー
- 1997年 - 山田大樹、元プロ野球選手
- 1997年 - ユジュ、歌手（元GFRIEND）
- 1998年 - カエデフェニックス、アイドル（元豆柴の大群）
- 2001年 - 出口夏希[6]、ファッションモデル、女優
- 2001年 - 増原海夕（英語版）、アイスホッケー選手
- 2002年 - 度会隆輝、プロ野球選手
- 2004年 - 森下舞羽、アイドル（元STU48）
- 2005年 - 遠藤璃菜、女優、声優、歌手
- 生年不詳 - 南海まり、女優、元宝塚歌劇団星組
- 生年不詳 - 広瀬なつめ、漫画家
- 生年不詳 - 近野誠一郎、声優
- 生年不詳 - 津野しの、声優、ナレーター
- 生年非公開 - 山本格、元声優

### 人物以外（動物など）
- 2011年 - Siri[7]、Apple製品に搭載されるバーチャルアシスタント

## 忌日

### 人物

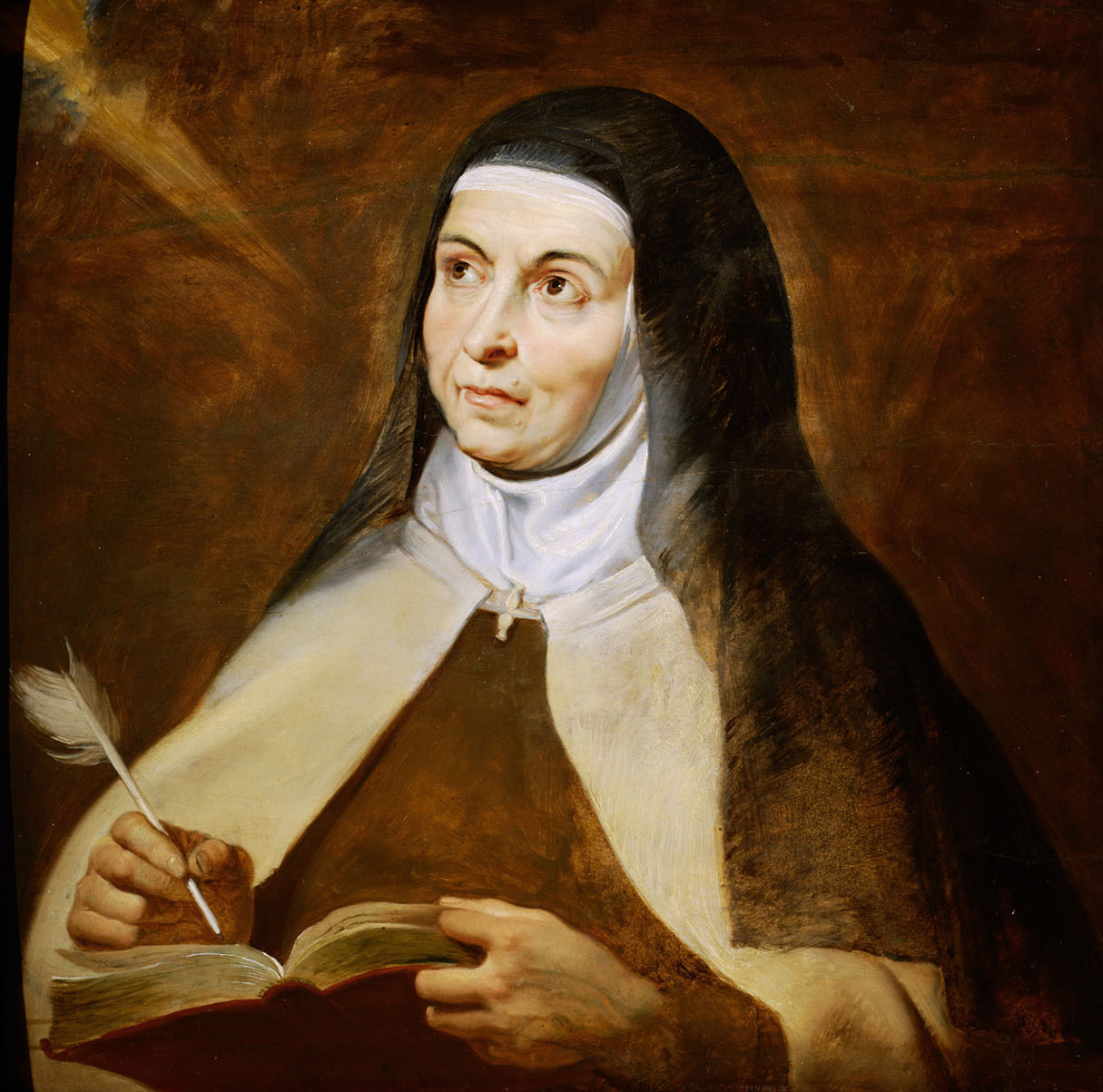
神秘体験をしたスペインの修道士アビラのテレサ(1515-1582)没。40年後に列聖。

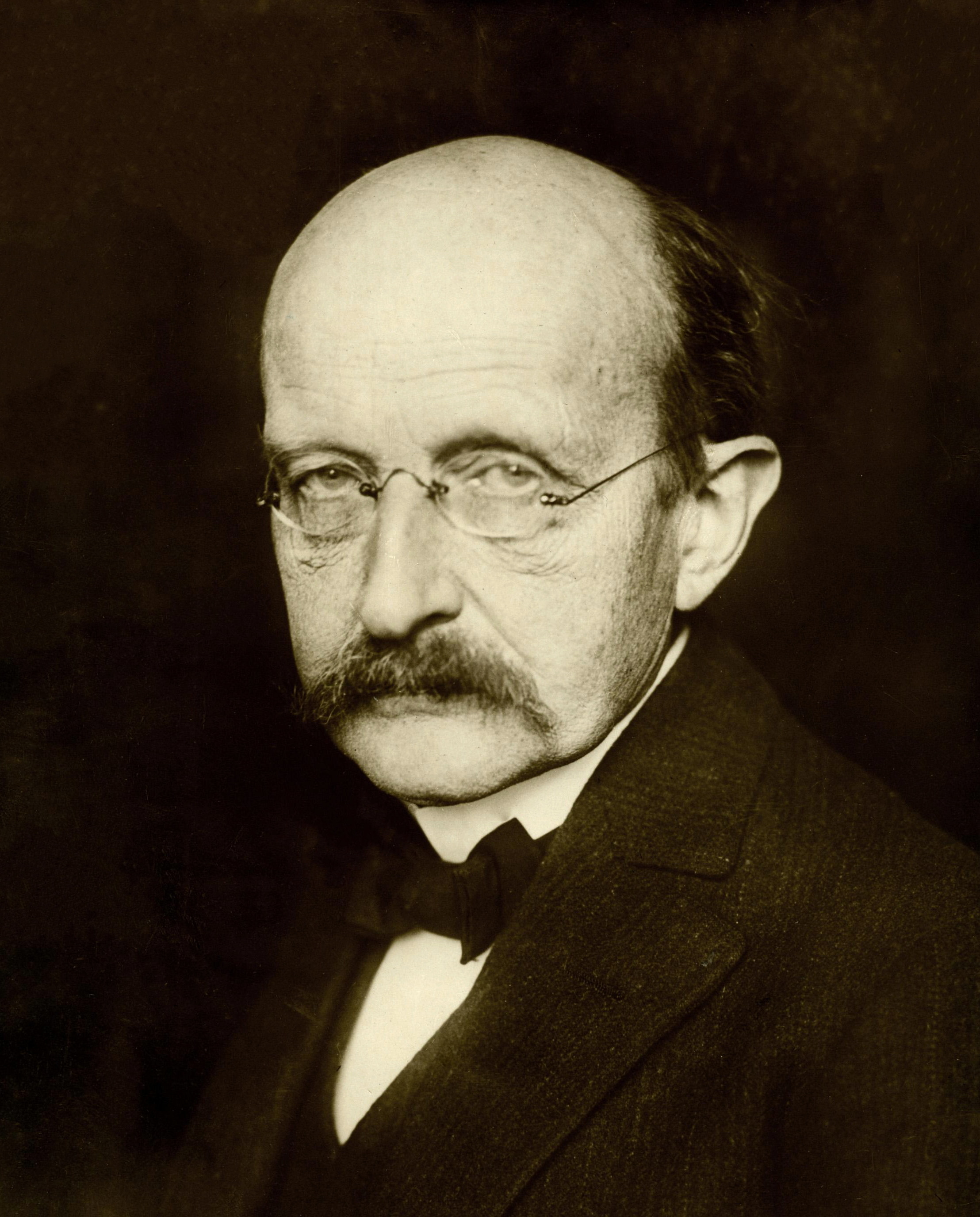
量子論の創始者ドイツの物理学者マックス・プランク(1858-1947)没。

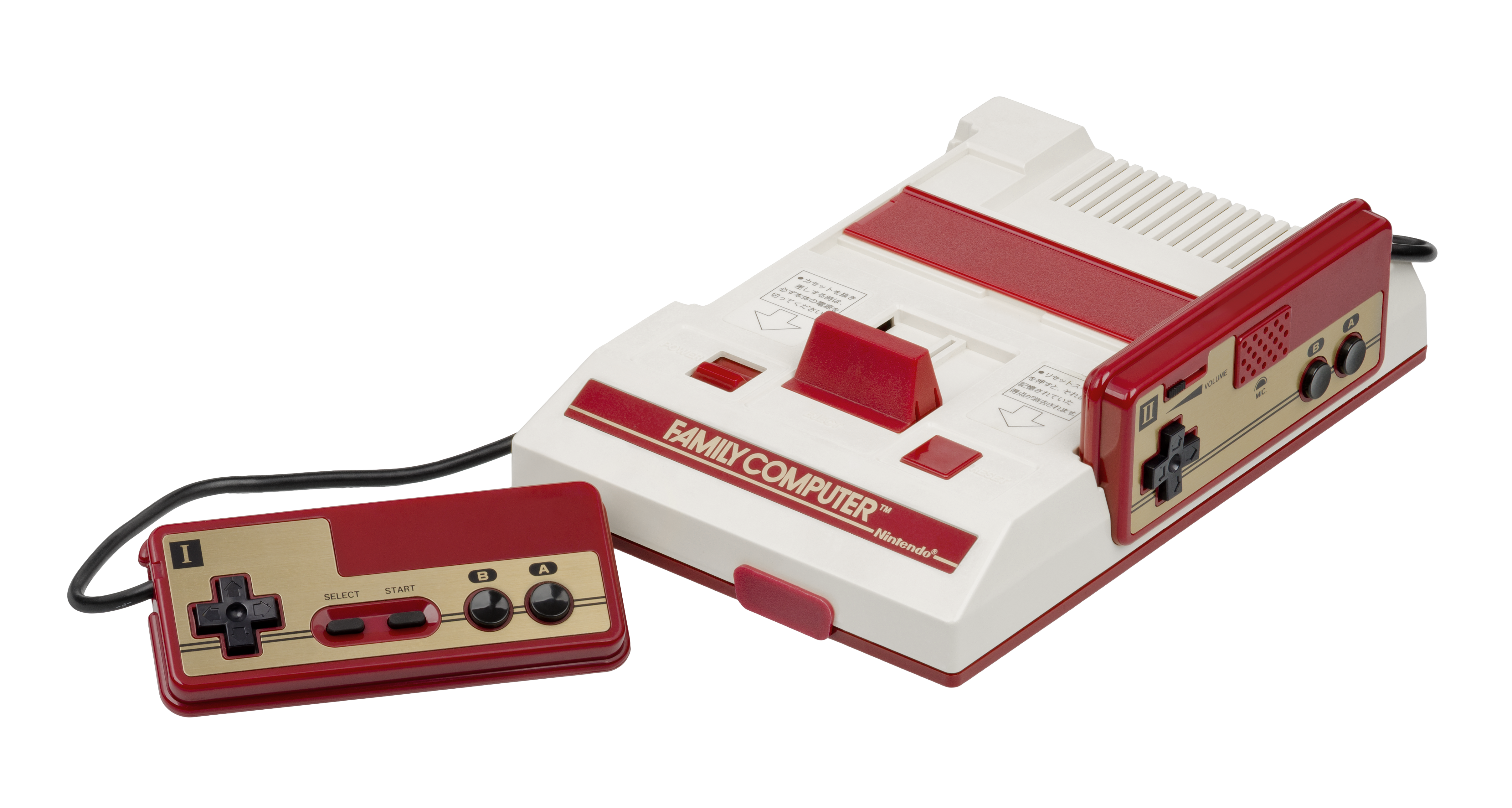
ゲーム&ウオッチや画像にあるファミリーコンピュータの開発に携わったゲームクリエイター横井軍平(1941-1997)没。

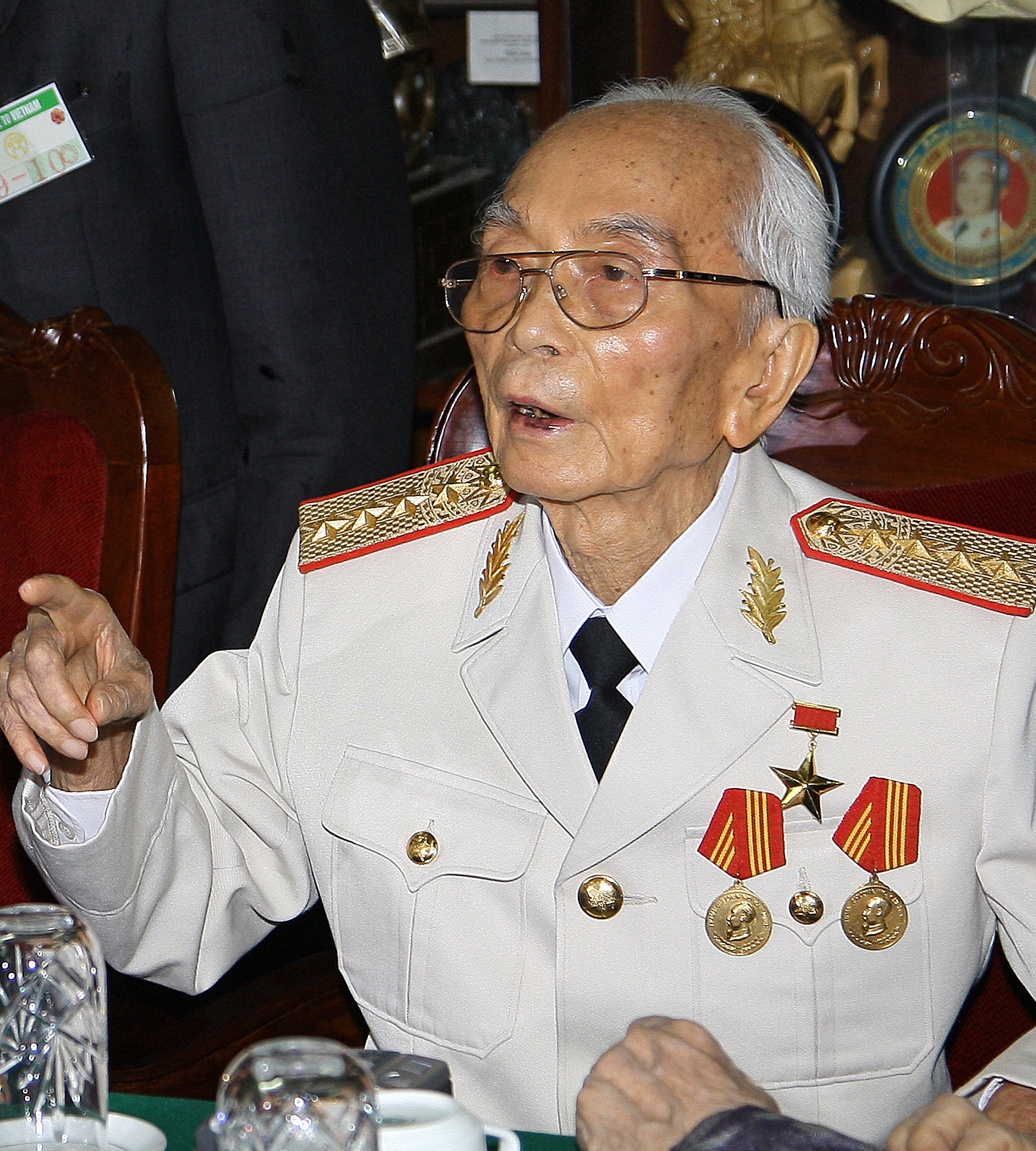
ベトナムを解放したヴォー・グエン・ザップ(1911-2013)没。画像は2008年のヴォー・グエン・ザップ。

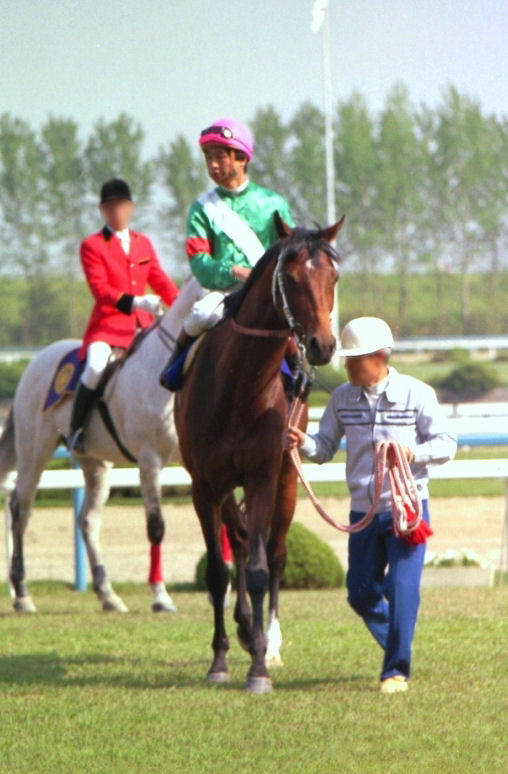
史上初の七冠馬、シンボリルドルフ(1981-2011)没。

- 1305年（嘉元3年9月15日） - 亀山天皇、第90代天皇（* 1249年）
- 1582年 - アビラのテレサ、カトリック教会の神秘家（* 1515年）
- 1660年 - フランチェスコ・アルバーニ、画家（* 1578年）
- 1661年 - ジャクリーヌ・パスカル、詩人、修道女（* 1625年）
- 1669年 - レンブラント・ファン・レイン、画家（* 1606年）
- 1718年（享保3年9月11日） - 徳川綱條、常陸国水戸藩の第3代藩主（* 1656年）
- 1747年 - アマロ・ロドリゲス・フェリペ - スペインの海賊（* 1678年）
- 1772年 - アウグスティン・エーレンスヴァルド（英語版）、軍人、芸術家（* 1710年）
- 1798年 - アントワーヌ・シェジー、土木技術者（* 1718年）
- 1816年 - フランソワ＝ギョーム・メナジョ（フランス語版）、画家（* 1744年）
- 1899年 - ポール・ジャネ、哲学者、作家（* 1823年）
- 1903年 - オットー・ヴァイニンガー、哲学者（* 1880年）
- 1904年 - フレデリク・バルトルディ、彫刻家、建築家（* 1834年）
- 1904年 - カール・ヨーゼフ・バイヤー（英語版）、化学者、バイヤー法開発者（* 1847年）
- 1935年 - ジャン・ベロー、画家、イラストレーター（* 1849年）
- 1935年 - バルバドス"ジョー・ウォルコット、ボクサー、元世界ウェルター級チャンピオン（* 1872年または1873年）
- 1935年 - 林鶴一、数学者（* 1873年）
- 1935年 - 千葉亀雄、作家、評論家、ジャーナリスト（* 1878年）
- 1943年 - 池野成一郎、植物学者（* 1866年）
- 1943年 - エルヴィン・クラウゼン、ドイツ空軍のエース・パイロット（* 1911年）
- 1944年 - アル・スミス、政治家、元ニューヨーク州知事（* 1873年）
- 1947年 - マックス・プランク、物理学者（* 1858年）
- 1953年 - 野口兼資、シテ方宝生流能楽師（* 1879年）
- 1968年 - 今村均、軍人、陸軍大将（* 1886年）
- 1968年 - 岸田久吉、動物学者（* 1888年）
- 1969年 - レオン・ブリルアン、物理学者（* 1889年）
- 1970年 - ジャニス・ジョプリン、歌手（* 1943年）
- 1972年 - 東海林太郎、歌手（* 1898年）
- 1974年 - アン・セクストン（英語版）、詩人（* 1928年）
- 1975年 - メイ・サットン、テニス選手（* 1886年）
- 1975年 - 大橋正雄、政治家、元和歌山県公選知事（* 1918年）
- 1976年 - 高野素十[8]、俳人、医学博士（* 1893年）
- 1980年 - ソラーシュ・ラースロー、フィギュアスケート選手（* 1907年）
- 1981年 - 保田與重郎、文芸評論家（* 1910年）
- 1981年 - フレディ・リンドストロム、プロ野球選手（* 1905年）
- 1982年 - グレン・グールド、ピアニスト（* 1932年）
- 1983年 - フアン・ロペス・フォンタナ（英語版）、プロサッカー監督（* 1908年）
- 1984年 - カール・フォン・ガラグリ[9]、ヴァイオリニスト、指揮者（* 1900年）
- 1989年 - グレアム・チャップマン、コメディアン（モンティ・パイソン）（* 1941年）
- 1990年 - 山岸静馬、プロ野球選手（* 1934年）
- 1992年 - デニス・ハルム、F1レーサー（* 1936年）
- 1996年 - シルヴィオ・ピオラ、サッカー選手（* 1913年）
- 1996年 - 小林正樹、映画監督（* 1916年）
- 1997年 - 藤井誠司[10]、実業家、第2代不二家社長（* 1913年）
- 1997年 - 横井軍平、ゲームクリエーター（* 1941年）
- 1999年 - 庭野日敬、宗教家、立正佼成会開祖、初代会長（* 1906年）
- 1999年 - 鈴木省吾、政治家、第44代法務大臣（* 1911年）
- 1999年 - アート・ファーマー、ジャズトランペット奏者（* 1928年）
- 1999年 - ベルナール・ビュフェ、画家（* 1928年）
- 2000年 - ラディ・ベン・アブデセラム（英語版）、マラソン選手（* 1929年）
- 2000年 - 芹川有吾、アニメーション演出家、脚本家（* 1931年）
- 2000年 - マイケル・スミス、化学者（* 1932年）
- 2001年 - 樋口修吉、小説家（* 1938年）
- 2002年 - ペーター・リバール、ヴァイオリニスト（* 1913年）
- 2002年 - 岡田仲太郎、政治家、元埼玉県桶川市長（* 1920年）
- 2002年 - 平凡太郎[11]、俳優、コメディアン（* 1933年）
- 2003年 - 大迫倫子、作家（* 1915年）
- 2004年 - 樫原一郎、作家（* 1919年）
- 2004年 - ゴードン・クーパー、宇宙飛行士（* 1927年）
- 2005年 - 渡辺武、経済学者、政治家（* 1915年）
- 2005年 - 小川正隆、美術評論家、富山県立近代美術館初代館長（* 1925年）
- 2006年 - 三木淳夫、実業家、元山一證券社長（* 1935年）
- 2006年 - 田中登、映画監督（* 1937年）
- 2007年 - 陳啓礼、台湾黒社会、竹聯幇初代幇主（* 1943年）
- 2008年 - 中島雄一[12]、実業家、キユーピー社長（* 1921年）
- 2009年 - ギュンター・ラル、軍人、元ドイツ連邦空軍総監（* 1918年）
- 2009年 - 浅井美幸、政治家（* 1927年）
- 2009年 - 梶祐輔、コピーライター、クリエイティブディレクター（* 1931年）
- 2009年 - メルセデス・ソーサ、フォルクローレ歌手（* 1935年）
- 2009年 - 原口幸市、外交官、宮内庁式部官長（* 1940年）
- 2009年 - エルネー・コルツォナイ、フェンシング選手（* 1953年）
- 2010年 - クロード・ルフォール、哲学者（* 1924年)
- 2012年 - 天池清次、労働運動家、元全日本労働総同盟会長（* 1914年）
- 2012年 - 井川邦子、女優（* 1923年）
- 2013年 - ヴォー・グエン・ザップ、軍人、政治家（* 1911年）
- 2013年 - 古野清孝[13]、実業家、古野電気創業者（* 1920年）
- 2013年 - 堂本尚郎、洋画家、文化功労者（* 1928年）
- 2013年 - 三善晃、作曲家（* 1933年）
- 2014年 - 新島正子、教育家、料理研究家、沖縄調理師専門学校設立者（* 1916年）
- 2014年 - ジャン＝クロード・デュヴァリエ、政治家、第33代ハイチ大統領（* 1951年）
- 2015年 - 藤田温、実業家、元クラボウ社長（* 1925年）
- 2015年 - 奥西勝、死刑囚（* 1926年）
- 2015年 - 広木康二、政治家、元群馬県富岡市長（* 1929年）
- 2015年 - 柴田俊治、実業家、元朝日放送社長（* 1931年）
- 2016年 - 鈴木恒年[14]、政治家、元東京都足立区長（* 1933年）
- 2017年 - 篠遠喜彦、人類学者（* 1924年）
- 2017年 - 進藤侑、競艇選手（* 1983年）
- 2018年 - 古川卓巳（戴高美）、映画監督（* 1917年）
- 2018年 - カール・ミルデンバーガー、プロボクサー（* 1937年）
- 2018年 - オードリー・ウェルズ、映画監督（* 1960年）
- 2018年 - 服部信明、政治家、元神奈川県茅ヶ崎市長（* 1961年）
- 2020年 - 本間基文、材料科学者、東北大学名誉教授、元東北職業能力開発大学校長（* 1936年）
- 2020年 - 高田賢三、ファッションデザイナー（* 1939年）
- 2020年 - 海老澤善一、哲学者、元愛知大学副学長・名誉教授（* 1945年）
- 2020年 - 小林信吾、作曲家、編曲家、音楽プロデューサー（* 1958年）
- 2021年 - ワレリー・ポドルジニー、陸上競技選手（* 1952年）
- 2021年 - セルゲイ・ダニリン、リュージュ選手（* 1960年）
- 2022年 - 金東吉、詩人、政治家（* 1928年）
- 2022年 - 田中茂樹、マラソン選手（* 1931年）
- 2022年 - ロレッタ・リン、カントリー・ミュージック歌手、シンガーソングライター（* 1932年）
- 2022年 - ピーター・ロビンスン、推理作家（* 1950年）
- 2023年 - ジェイソン・ウェインヤード、スチール・ティンバースポーツ・シリーズ（英語版）（木こり競技、薪割り競技）チャンピオン（* 1973年）
- 2024年 - 服部幸應、料理評論家（* 1945年）

### 人物以外（動物など）
- 1989年 - セクレタリアト、競走馬（* 1970年）
- 2011年 - シンボリルドルフ、競走馬（* 1981年）

## 記念日・年中行事

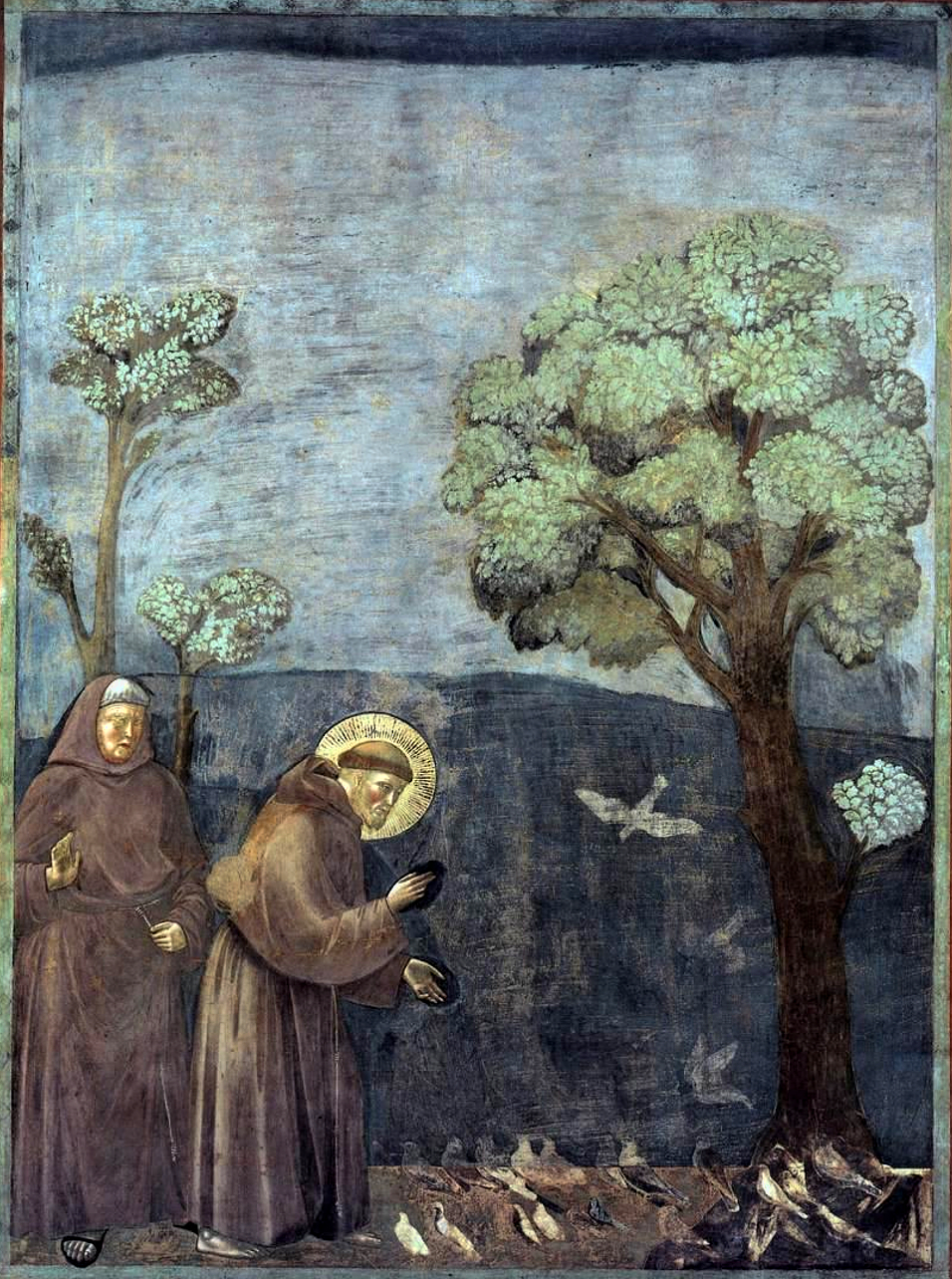
世界動物の日。画像はジョット・ディ・ボンドーネ作『小鳥への説教』(1305年頃)

- 世界動物の日
動物・環境保護の守護聖人であるアッシジのフランチェスコの聖名祝日。
- 世界宇宙週間（英語版）（ - 10月10日）
1999年12月の国連総会で制定された国際週間。1957年に世界初の人工衛星・スプートニク1号が打ち上げられた10月4日から、1967年に宇宙条約が発効した10月10日までの1週間。
- 独立記念日（ レソト）
1966年のこの日、レソトがイギリスから独立した。
- シナモンロール（Kanelbullens Dag）の日（ スウェーデン）
1994年に制定。スウェーデンにおける菓子パン、特にシナモンロールの伝統に注目して、小麦粉やイースト、砂糖やマーガリンの消費を促進するのが制定目的[15]。
- 都市景観の日（ 日本）
「と(10)し(4)び」（都市美）の語呂合せ。建設省等が1990年に制定。
- 里親デー（ 日本）
厚生省が1950年に制定。1948年のこの日、里親制度の運営についての厚生事務次官通告が施行されたことを記念。
- 証券投資の日（ 日本）
「とう(10)し(4)」（投資）の語呂合わせ。日本証券業協会が1996年に制定。
- 古書の日（ 日本）
全国古書籍商組合連合会が2003年に制定。「古」の字を分解して「十」「口」とし、これを組あわせた「田」を4冊の本に見立てて10月4日を記念日とした。
- イワシの日（ 日本）
「い(1)わ(0)し(4)」の語呂合せ。多獲性魚有効利用検討会（現 大阪おさかな健康食品協議会）が1985年に制定。
- 陶器の日（ 日本）
日本陶磁器卸商業協同組合連合会が1984年に制定。陶器の古称「陶瓷（とうし）」から、陶瓷の陶を十とし、瓷を四となぞらえて[16]。
- 天使の日（ 日本）
「てん(10)し(4)」の語呂合わせ。トリンプインターナショナルジャパンが同社の「天使のブラ」の売り上げ枚数が1000万枚を達成した記念に2000年に制定。
- 徒歩の日（ 日本）
日常生活で歩く習慣を取り戻し健康になろうと宮崎市の徒歩を楽しむ会代表が制定。日付は10と4で「トウフォー」と読む語呂合わせから。
- 日本刀の日（ 日本）
2018年9月18日に全日本刀匠会によって制定。日本刀を執刀する刀匠と「とう(10)しょう(4)」の語呂合せから取られている。
- ジューCの日（ 日本）
「ジュー(10)C(4)」の語呂合わせ。カバヤ食品が制定し、同社が製造・販売する菓子「ジューC」のPRを行う[17]。